# Fluisteraars
Fluisteraars (volledige titel: Fluisteraars; Leven onder Stalin) is een boek uit 2007 van de Engelse historicus Orlando Figes.
Fluisteraars gaat over het dagelijks leven in de Sovjet-Unie onder de stalinistische terreur. Het geeft een beeld van de kwellende angst en de achterdocht jegens buren en zelfs vrienden en familieleden tijdens het regime van Jozef Stalin. Bijna iedereen kon een verrader zijn of worden. Wie in de ogen van de overheid iets verkeerds deed of zei, kon de volgende dag verdwenen of dood zijn. Figes hield interviews met vele overlevenden en hij maakte naast officiële stukken vooral ook gebruik van familiearchieven, dagboeken en persoonlijke brieven. Het boek besteedt weinig aandacht aan de 'grote' politieke ontwikkelingen maar des te meer aan gewone mensen die 'al fluisterend' probeerden te overleven.
Fluisteraars kon tot op heden niet in Rusland verschijnen. Figes zegt in een interview met de The Guardian (3 maart 2009) dat hij gelooft dat de beslissing het gevolg is van politieke druk. "Het Kremlin wil dat Russen trots zijn op het Sovjetverleden en niet belast worden met schuldgevoelens over onderdrukking onder Stalin".
Figes werkte bij de totstandkoming van Fluisteraars nauw samen met de Russische mensenrechtenorganisatie Memorial, die strijdt voor de rehabilitatie van en nagedachtenis aan de slachtoffers uit de Stalinperiode. In december 2008 vielen medewerkers van de geheime dienst de kantoren van Memorial binnen en confisqueerden hun archieven. Volgens Figes past de inval in Poetins strategie het Russische verleden op te poetsen.
In 2012 kwam Figes stevig onder vuur te liggen nadat The Guardian een artikel publiceerde waarin gesteld werd dat Fluisteraars "grote onzorgvuldigheden en feitelijke onjuistheden" bevatte. Onder meer de originele transcripties van gesprekken zouden niet correct zijn weergegeven. Zo wordt bijvoorbeeld beweerd dat een van de slachtoffers banden had met de kampbewakers, hetgeen niet strookt met de originele opname van het gesprek. De beschuldigingen waren afkomstig van de Russische uitgever Corpus tijdens een routinecontrole bij Memorial, waarna ze het boek weigerden uit te geven. Figes stelt dat fouten nooit uit te sluiten zijn bij een dergelijk complex onderwerp en de door hem gehanteerde werkwijze.

## Noot
1. ↑  Zie Orlando Figes translation scrapped in Russia amid claims of inaccuracies. Gearchiveerd op 2 juli 2012.